# Verrugophryno exoristoides
Verrugophryno exoristoides là một loài ruồi trong họ Tachinidae.